# Estêvão (futebolista)
Estêvão Willian Almeida de Oliveira Gonçalves (Franca, 24 de abril de 2007) é um futebolista brasileiro que atua como ponta-direita. Joga pelo Chelsea.
Estêvão iniciou sua trajetória no futebol nas categorias de base do Cruzeiro, onde recebeu o apelido de "Messinho" devido ao seu talento precoce. No entanto, sua passagem pelo clube mineiro foi marcada por polêmicas envolvendo contratos irregulares, o que levou a um desgaste na relação entre sua família e a diretoria. Em 2021, aos catorze anos, transferiu-se para o Palmeiras, onde rapidamente se destacou. Pelo time paulista, conquistou títulos importantes nas categorias de base. Foi promovido ao time profissional definitivamente no início de 2024 e rapidamente se tornou uma peça-chave da equipe. Seu desempenho em 2024 rendeu prêmios individuais, incluindo a Bola de Ouro da ESPN Brasil como melhor jogador do Campeonato Brasileiro e o título de revelação do Campeonato Brasileiro pela CBF. Suas atuações chamaram a atenção do clube inglês Chelsea, que oficializou sua contratação em junho de 2024 por um valor que pode chegar a 61,5 milhões de euros. No entanto, Estêvão permanecerá no Palmeiras até julho de 2025, quando já terá completado dezoito anos e o Palmeiras ter disputado o Mundial de Clubes FIFA de 2025.
Estêvão se destaca como um ponta canhoto que atua pelo lado direito do campo, sendo reconhecido por sua agilidade, habilidade no drible e precisão nas finalizações, especialmente de longa distância. Seu estilo de jogo envolve confrontos diretos com defensores, além de que sua versatilidade permite que ele quebre linhas defensivas e atue como um importante recurso criativo no ataque. Suas características ofensivas e ousadia em campo levaram a comparações com grandes jogadores brasileiros.

## Carreira

### Base
Estêvão Willian nasceu em Franca, São Paulo, e entrou nas categorias de base do Cruzeiro em 2017, onde passou a ser chamado de "Messinho", em referência ao também futebolista argentino Lionel Messi.
Em 2019, Estêvão teve seu nome envolvido em polêmicas causadas por contratos assinados por Itair Machado (na época vice-presidente de futebol do Cruzeiro) com empresários, onde o clube estaria cedendo percentuais de direitos econômicos de jogadores da base e do profissional como forma de pagamento da dívida, ação proibida pela FIFA e pelo Estatuto da Criança e do Adolescente. E Estêvão era um dos atletas envolvidos. O pai de Estevão, Ivo Gonçalves, foi alvo de um processo criminal movido pelo Ministério Público de Minas Gerais em 2020, sendo denunciado pelo crime de falsidade ideológica. Em resposta a esta notícia, o representante de Ivo na época, André Cury, disse que tinha tranquilidade sobre o processo na Justiça e disse que o pai do garoto continuaria prestando serviços ao Cruzeiro.
Após muitos desgastes na relação entre a família de Estevão e o Cruzeiro, o menino se transferiu para o Palmeiras em 2021, logo após completar catorze anos de idade. Em resposta, o presidente do Cruzeiro na época, Sérgio Santos Rodrigues, classificou esta transferência como "imoral". Ao ser questionado sobre a saída do Cruzeiro, o pai do jogador afirmou que o principal motivo foi por não ter tido auxílio jurídico do clube em meio às investigações da Polícia Civil e abertura do processo criminal. Ele também afirmou que rejeitou outras propostas até melhores financeiramente, e negou ter recebido luvas pela chegada do garoto ao clube paulista.
Em 2022, Estevão ajudou o Palmeiras a ganhar o Paulista Sub-15, Paulista Sub-17, Copa do Brasil Sub-17 e o Campeonato Brasileiro Sub-17. E, neste mesmo ano, Estevão recebeu a sua primeira convocação para a Seleção Brasileira Sub-17. E em 2023 ganhou a Copa do Brasil Sub-17, Campeonato Brasileiro Sub-17 e a Copa São Paulo de Futebol Júnior. E também foi convocado pela Seleção Brasileira Sub-17, desta vez para disputar a Copa do Mundo Sub-17. Em dezembro, o Palmeiras recusou uma proposta de quarenta milhões de euros (224 milhões de reais, na época) do clube francês Paris Saint-Germain.

### Palmeiras
Estevão estreou pela equipe profissional do Palmeiras em dezembro de 2023, na última rodada do Campeonato Brasileiro, contra o Cruzeiro, no Estádio do Mineirão. A equipe se sagrou campeã do torneio, sendo este o primeiro título de Estêvão em sua carreira profissional.

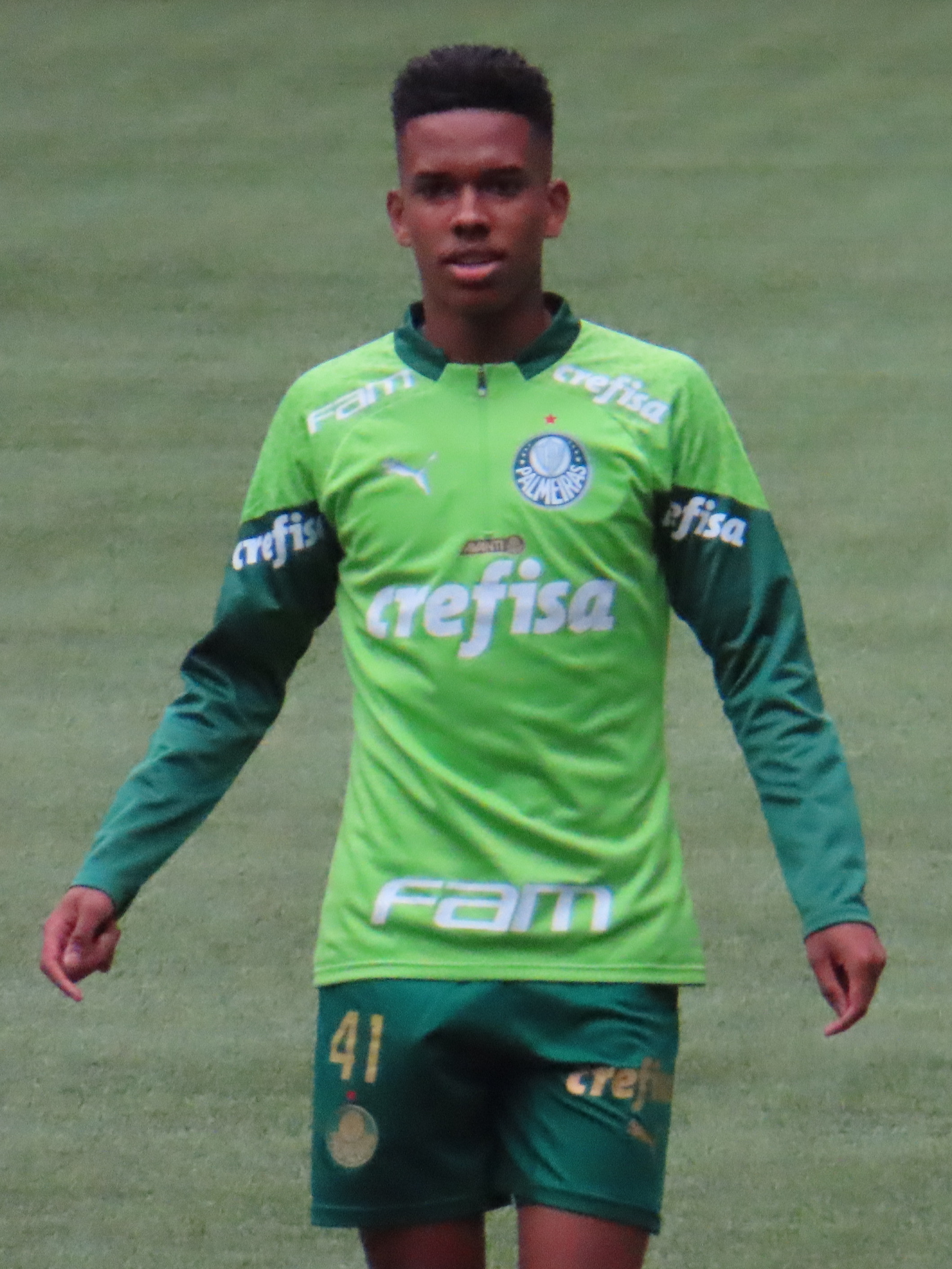
Estêvão, com o Palmeiras, em 2024

Em janeiro de 2024, foi integrado definitivamente ao elenco profissional da equipe palestrina. Fez seu primeiro gol em abril, marcando o terceiro gol palmeirense da vitória por 3–1 sobre o Liverpool, do Uruguai, no Allianz Parque, pela Libertadores da América. Durante a temporada, Estêvão foi um dos principais jogadores do Palmeiras, com treze gols e nove assistências ao longo das 31 partidas que disputou no Campeonato Brasileiro, 26 delas como titular. Em 8 de dezembro, a CBF anunciou os jogadores eleitos para a seleção do Brasileirão. Estêvão foi eleito a revelação e fez parte da seleção do campeonato. Um dia depois, recebeu o prêmio de Bola de Ouro da ESPN Brasil como melhor jogador do torneio – quebrando todos os recordes de precocidade – além do troféu de atacante e de revelação, com direito a unanimidade entre os jurados.
Pela temporada de 2025, Estêvão fez seu último jogo no Allianz Parque em maio, numa vitória de 6–0 contra o Sporting Cristal, pela última partida da fase de grupos Libertadores; ele foi o autor do primeiro gol da partida. Estêvão também recebeu uma homenagem da diretoria do Palmeiras antes do jogo. Jogando pelo Mundial de Clubes FIFA, Estêvão foi eleito como melhor jogador da partida em três dos cinco jogos palmeirenses no torneio. Seu último jogo foi numa derrota de 1–2 exatamente para seu futuro time, o Chelsea, pelas quartas-de-final; Estêvão marcou o gol palmeirense na partida. Realizou, no total, 83 jogos pelo clube palestrino, marcando 27 gols.

### Chelsea
Em 22 de junho de 2024, o Palmeiras anunciou que Estevão havia sido oficialmente contratado pelo Chelsea, da Inglaterra; entretanto, o jogador se apresentará para compor o elenco do time inglês somente em julho de 2025, quando completar dezoito anos e após jogar o Mundial de Clubes pelo Palmeiras. Embora os valores oficialmente não tenham sido revelados, segundo o portal ge, o Chelsea pagou 61,5 milhões de euros (358 milhões de reais, na época) pelos direitos de Estêvão, sendo 45 milhões de euros fixos (262,1 milhões de reais) e 16,5 milhões de euros (96,13 milhões de reais) em metas a serem atingidas pelo atleta. O cumprimento dessas metas, segundo o empresário André Cury, refere-se à realização de setenta jogos pelo Chelsea durante seu período de contrato, independentemente da titularidade inicial na partida.
No dia 5 de agosto de 2025, o atacante Estêvão foi apresentado oficialmente como novo jogador do Chelsea.
| “                                            | Estou muito feliz, é muito gratificante representar o Chelsea, um dos maiores clubes do mundo. Estou muito feliz e espero ajudar o time da melhor maneira possível. Tive que esperar quase um ano e meio até chegar aqui. Mas foi um ano e meio em que trabalhei duro e fiz o meu melhor para chegar aqui. | ” |
| — Estêvão, em entrevista ao site do Chelsea. | |   |

### Seleção nacional

#### Sub-17
Estevão recebeu a sua primeira convocação para a Seleção Brasileira Sub-17 no dia 18 de outubro de 2022, para jogar amistosos contra o Chile e o Paraguai. E também, em outubro de 2023, foi convocado para disputar a Copa do Mundo Sub-17.

#### Principal
Em setembro de 2024, Estêvão foi convocado para a Seleção Brasileira principal, para as partidas contra o Equador e o Paraguai, ambas válidas pelas Eliminatórias da Copa do Mundo da FIFA de 2026. Fez sua estreia na partida contra o Equador, entrando no segundo tempo da vitória brasileira por 1–0. Aos dezessete anos e 135 dias de idade, tornou-se o quinto jogador mais jovem a atuar pela Seleção Brasileira principal.

## Estilo de jogo e recepção
Estêvão é um ponta canhoto que atua pelo lado direito do campo. Tem como destaque a sua capacidade de drible, agilidade e precisão nas finalizações, principalmente de fora da área. De acordo com uma análise feita por Kurosh Moghtader, do site Total Football Analysis, Estêvão é capaz de "receber a bola em qualquer parte do campo, enfrentar os adversários no mano-a-mano, correr por trás da defesa, quebrar estruturas defensivas ou ser uma válvula de escape criativa". Além disso, a principal forma de drible de Estêvão é uma denominada "stop-motion", onde o atacante espera que o adversário tome a iniciativa de recuperar a bola, e, a partir daí, utiliza o espaço aberto para avançar com ela. Entretanto, de acordo com uma análise feita pelo site The Scouting App em 2023, que, embora tenha corroborado as observações de Moghtader, indicou que Estêvão tem como pontos fracos seus atributos defensivos, e que seu estilo de jogo o torna um jogador "individualista", com suas tomadas de decisões sendo "um aspecto a ser trabalhado".
Seu estilo de jogo focado em confrontos individuais contra os adversários e sua ousadia em campo renderam comparações com grandes nomes do futebol brasileiro. Para Cafu, ex-lateral-direito, a forma de Estêvão jogar se assemelha a de Neymar. Ronaldinho Gaúcho também elogiou o atleta em uma entrevista, dizendo que gosta do seu estilo de jogo e de assisti-lo em campo. O ex-meio-campista Fabiano comparou Estêvão a Denílson, destacando a habilidade de ambos no drible curto e a disposição para enfrentar dos adversários. Por outro lado, o ex-meio-campista Souza comentou que Estêvão não se destaca em jogos considerados decisivos.

## Estatísticas
Atualizadas até 5 de julho de 2025.
Clubes
| Clube             | Temporada         | Campeonato nacional | Campeonato nacional | Campeonato nacional | Copa nacional[a] | Copa nacional[a] | Copa nacional[a] | Competições continentais[b] | Competições continentais[b] | Competições continentais[b] | Outros torneios[c] | Outros torneios[c] | Outros torneios[c] | Total | Total | Total   |
| Clube             | Temporada         | Jogos               | Gols                | Assist.             | Jogos            | Gols             | Assist.          | Jogos                       | Gols                        | Assist.                     | Jogos              | Gols               | Assist.            | Jogos | Gols  | Assist. |
| ----------------- | ----------------- | ------------------- | ------------------- | ------------------- | ---------------- | ---------------- | ---------------- | --------------------------- | --------------------------- | --------------------------- | ------------------ | ------------------ | ------------------ | ----- | ----- | ------- |
| Palmeiras         | 2023              | 1                   | 0                   | 0                   | —                | —                | —                | —                           | —                           | —                           | —                  | —                  | —                  | 1     | 0     | 0       |
| Palmeiras         | 2024              | 31                  | 13                  | 9                   | 2                | 1                | 0                | 7                           | 1                           | 0                           | 5                  | 0                  | 1                  | 45    | 15    | 10      |
| Palmeiras         | 2025              | 11                  | 0                   | 3                   | 2                | 2                | 1                | 5                           | 4                           | 1                           | 19                 | 6                  | 0                  | 37    | 12    | 5       |
| Palmeiras         | Total             | 43                  | 13                  | 12                  | 4                | 3                | 1                | 12                          | 5                           | 1                           | 24                 | 6                  | 1                  | 83    | 27    | 15      |
| Total na carreira | Total na carreira | 43                  | 13                  | 12                  | 4                | 3                | 1                | 12                          | 5                           | 1                           | 24                 | 6                  | 1                  | 83    | 27    | 15      |

- a. ^ Jogos da Copa do Brasil
- b. ^ Jogos da Copa Libertadores
- c. ^ Jogos do Campeonato Paulista, Supercopa do Brasil e Mundial de Clubes FIFA

### Seleção Brasileira
Abaixo estão listados todos os jogos, gols e assistências do futebolista pela Seleção Brasileira.

#### Seleção Sub-17
| Ano               | Mundial Sub-17 | Mundial Sub-17 | Mundial Sub-17 | Amistosos | Amistosos | Amistosos | Total | Total | Total   |
| Ano               | Jogos          | Gols           | Assist.        | Jogos     | Gols      | Assist.   | Jogos | Gols  | Assist. |
| ----------------- | -------------- | -------------- | -------------- | --------- | --------- | --------- | ----- | ----- | ------- |
| 2023              | 5              | 3              | 3              | —         | —         | —         | 5     | 3     | 3       |
| Total na carreira | 5              | 3              | 3              | 0         | 0         | 0         | 5     | 3     | 3       |

## Títulos

### Profissional
Palmeiras
- Campeonato Brasileiro: 2023
- Campeonato Paulista: 2024

### Base
Sub-15
- Paulista Sub-15: 2022

Sub-17
- Paulista Sub-17: 2022
- Copa do Brasil Sub-17: 2022, 2023
- Campeonato Brasileiro Sub-17: 2022, 2023

Sub-20
- Copa São Paulo de Futebol Júnior: 2023

### Prêmios individuais
- Revelação do Mês: agosto de 2024[40]
- Seleção do Campeonato Brasileiro: 2024[41]
- Revelação do Campeonato Brasileiro: 2024[42]
- Melhor Atacante (Bola de Prata): 2024
- Prêmio Revelação (Bola de Prata): 2024
- Bola de Ouro (Bola de Prata): 2024[43]
- Seleção do Campeonato Paulista: 2025[44]